# 库尔让
库尔让（法語：Coulgens，法語發音：[kulʒɑ̃]）是法国夏朗德省的一个市镇，属于昂古莱姆区。

## 地理
库尔让（45°48'41"N, 0°17'13"E）面积11.7 平方千米，位于法国新阿基坦大区夏朗德省，该省份为法国西部内陆省份，北起德塞夫勒省和维埃纳省，东临上维埃纳省，东南至多尔多涅省，南至多爾多涅省，西接滨海夏朗德省。
与库尔让接壤的市镇（或旧市镇、城区）包括：欧萨克-瓦达勒、若德、拉罗谢特、瓦勒德博尼约尔。

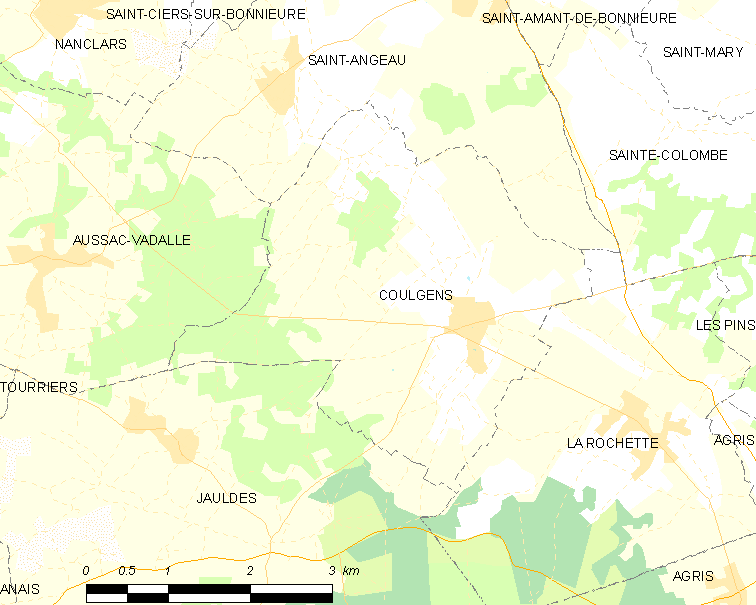
库尔让的OSM定位图

库尔让的时区为UTC+01:00、UTC+02:00（夏令时）。

## 行政
库尔让的邮政编码为16560，INSEE市镇编码为16107。

## 政治
库尔让所属的省级选区为塔杜瓦尔河谷县。

## 人口

1962-2008年间库尔让人口变化图示

库尔让于2022年1月1日时的人口数量为557人。